# Torrent du Manival
Le torrent du Manival est un cours d'eau de France situé en Isère, au nord-est de Grenoble, dans le massif de la Chartreuse, et qui conflue avec l'Isère dans le Grésivaudan.

## Géographie
Le torrent prend sa source dans la gorge du Manival, à environ 1 400 mètres d'altitude, au pied du Bec Charvet qui culmine à 1 738 mètres d'altitude, petit sommet du massif de la Chartreuse dominé par la dent de Crolles située au nord-est à 2 062 mètres d'altitude. La gorge du Manival forme un petit cirque à l'érosion marquée qui entaille profondément ce versant du massif.
Se dirigeant vers le sud, le cours d'eau perd rapidement de l'altitude tandis qu'il est gonflé par quelques petits torrents temporaires, entre le col du Baure à l'est qui le sépare du plateau des Petites Roches et celui de la Faîta à l'ouest qui mène au cœur du massif de la Chartreuse. Débouchant dans le Grésivaudan, il y forme un imposant cône de déjection qui s'appuie en partie sur la colline de Saint-Nazaire-les-Eymes. La contournant par le sud, il se jette à 222 mètres d'altitude après une course de 7,37 kilomètres dans le canal de la Chantourne qui rejoint au niveau de la base de loisirs de Bois Français l'Isère située non loin.
De nombreux fossiles étaient visibles dans la gorge du Manival mais beaucoup ont été ramassés dans les années 1990 et ils se font donc plus rares. Les éboulements y sont relativement fréquents et modifient localement la topographie du terrain soumis à une intense érosion régressive, le cours d'eau érodant les calcaires argileux de l'Argovien sous le sommet du bec Charvet. Cette érosion met au jour le cœur de l'anticlinal dont les deux rebords sont formés des crêtes des cols de la Faîta et du Baure. Le torrent y a vraisemblablement exploité une faiblesse des terrains représentée par deux failles orientées nord-sud.
Si le cours inférieur du torrent est relativement urbanisé en raison de l'étalement urbain des communes de Saint-Nazaire-les-Eymes en rive gauche et Saint-Ismier en rive droite, la gorge du Manival est en revanche plus sauvage. Elle est accessible par deux chemins forestiers en rive gauche et en rive droite depuis la route départementale 1090 et qui permettent d'accéder à la maison forestière du Manival. Deux sentiers de randonnée, dont le GR 965, rejoignent les cols du Baure et de la Faîta.

## Régime hydrologique et risques
Les crues du torrent du Manival ont occasionné régulièrement des dégâts sur les habitations et des mesures de protection ont été mises en place dès le XIXe siècle.

## Environnement

### Faune
La présence du tétras lyre est rapportée.

### Flore
Comme sur les flancs du mont Saint-Eynard, on trouve des espèces méditerranéennes éloignées de leur zone habituelle de vie : c'est en particulier le cas pour le sumac fustet, qui fleurit en juin.
On trouve plusieurs espèces d'orchidées, notamment l'orchidée araignée.

### Classement
Les gorges du Manival sont classées zone naturelle d'intérêt écologique, faunistique et floristique de type I.